# C. Abbayne
 (septembre 2020).
C. Abbayne est un peintre paysagiste anglais du XIXe siècle.

## Biographie
Installé à Londres, Abbayne peint surtout des paysages. En 1857, il expose le tableau Deux moulins à vent à la Royal Academy of Arts.